# Epilepsi (dokumentarfilm)
Epilepsi er en dansk dokumentarfilm fra 1978 instrueret af Flemming la Cour.

## Handling
Epilepsi findes i hver 20. familie i Danmark. Her fortælles om sygdommens forskellige former - fra små, korte anfald af fjernhed til større krampeanfald. Om årsagerne til epilepsi og de vanskeligheder, børn med epilepsi kan møde. Filmen lægger op til en større forståelse og åbenhed overfor sygdommen.